# Kraniometrie

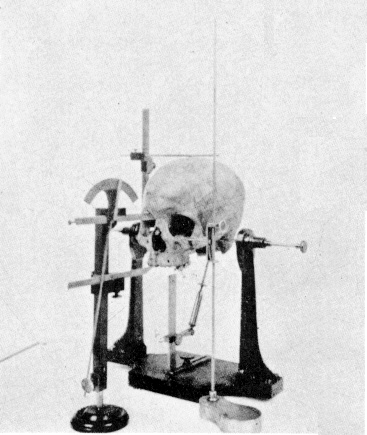
Historisches Kraniometer

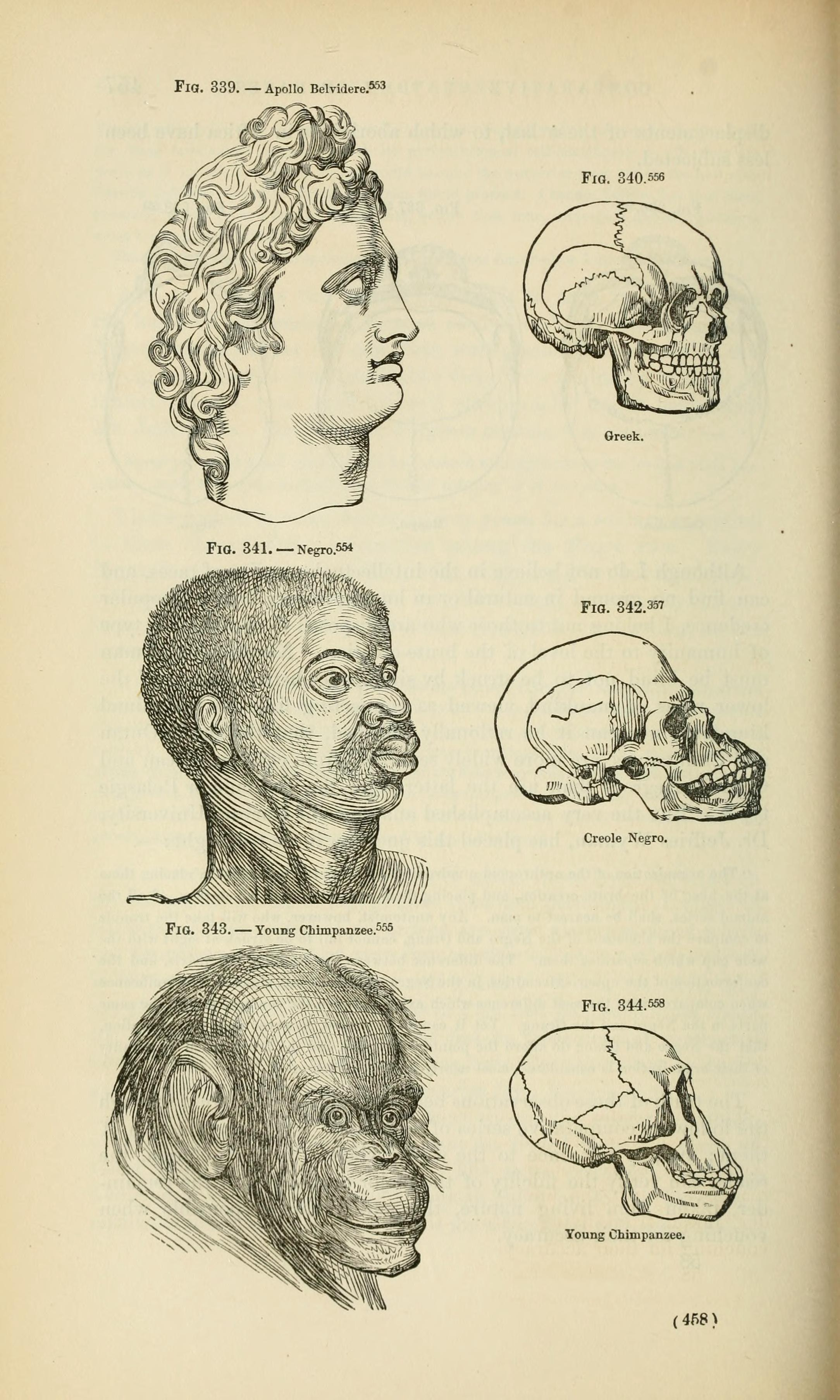
Typische kraniometrische Darstellung des 19. Jahrhunderts, in der eine angebliche Ähnlichkeit von Affen und Schwarzen dargestellt werden soll. Der Schimpansenschädel ist fälschlicherweise vergrößert gezeichnet und der Kiefer auf der mittleren Abbildung nach vorn gezogen, um so den Eindruck zu erwecken, die Schwarzen seien noch hinter den Affen einzuordnen.

Die Kraniometrie (von lateinisch cranium ‚Schädel‘ und griechisch μέτρον métron, deutsch ‚Maß‘, deutsch Schädelvermessung) ist ein Teilgebiet der Morphometrie und damit der quantitativen Anatomie. Gemeinsam mit der Kranioskopie, der Merkmalsbeschreibung, bzw. der Kraniologie bildet sie ein Teilgebiet der Phrenologie.
Anhand von morphometrischen Schädelmerkmalen lassen sich sowohl bei Menschen als auch bei Tieren z. B. Art- und Geschlechtszuordnungen treffen. Diese Fragestellungen sind unter anderem in der Anthropologie, der Ethnologie und der Forensik von Bedeutung. Die Vermessung von Schädeln spielt heute vor allem in der Archäologie und der Paläoanthropologie eine Rolle, um Schädelfunde zuzuordnen.
Die Kraniometrie, durchgeführt im Allgemeinen mit einem Kraniometer, ist eine direkte Messmethode, bei der die Maße am lebenden oder toten Körperteil mechanisch erfasst werden. Sie ist nicht zu verwechseln mit ihrem Pendant in der Röntgenologie, der Kephalometrie (von altgriechisch Κέφαλος Képhalos, deutsch ‚Kopf‘), bei der die Maße indirekt am Röntgenbild abgenommen werden, das ja eine Projektion der knöchernen Strukturen ist, vergleiche dazu Fernröntgenseitenbild. Hierzu müssen auch die Daten aus der Sonographie gerechnet werden.

## Geschichte
1764 veröffentlichte Louis Jean-Marie Daubenton einen ersten herausragenden Beitrag zur Kraniometrie: Mémoire sur les différences de la situation du grand trou occipital dans l’homme et dans les animaux ‚Über die unterschiedliche Lage des großen Hinterhauptlochs bei Menschen und Tieren‘. Sechs Jahre später folgte die Publikation von Vorlesungen des Künstlers und Anatomen Peter Camper mit einer Auflistung kraniometrischer Methoden. Diese Arbeiten waren für die folgende Entwicklung grundlegend. Vor allem verewigte sich Campers Name in der anthropologischen Literatur durch den von ihm gefundenen Gesichtswinkel.
Die sich ausweitenden Schädelvergleiche von Mensch und Tier bedingten erste Untergliederungen der kraniometrischen Forschung, als im 19. Jahrhundert die Zahl wissenschaftlicher kraniometrischer Studien schnell zunahm. Weitreichende Vergleiche zwischen Tier und Mensch zogen Paul Pierre Broca aus Frankreich und Thomas Henry Huxley aus England, die auch vergleichende Rassenforschung beim Menschen betrieben.
Anders Adolf Retzius aus Stockholm entwickelte ein System, um den Schädel in mehreren Dimensionen zu erfassen und zu klassifizieren.
Zunehmend bedienten sich rassistische Ideologien der kraniometrischen Theorien. Schon Campers Arbeiten hatten nichteuropäische Menschen in die Nähe nichtmenschlicher Affen gerückt, eine Ansicht, die noch bis in die Mitte des 20. Jahrhunderts sogar von Wissenschaftlern vertreten wurde. Hingegen benutzte bereits Johann Friedrich Blumenbach (1752–1840) seine bei seinem Tod etwa 240 Stücke umfassende Schädelsammlung als Stütze für seine Überzeugung, dass die Varietäten des Menschen nur äußerlicher Natur und für die Beurteilung seiner intellektuellen Fähigkeiten bedeutungslos sind und es daher nicht möglich sei, feste Grenzen zwischen verschiedenen menschlichen Populationen zu ziehen.
Im frühen 19. Jahrhundert versuchte Franz Josef Gall, durch die Untersuchung der Schädelformen Erkenntnisse über Charaktereigenschaften von Menschen zu gewinnen. Auch auf intellektuelle Fähigkeiten sollte so geschlossen werden können. Beispielsweise sollte man einen Mörder oder Dieb an spezifischen Schädel- und Gesichtsproportionen erkennen können. Der Anatom und Physiologe Theodor von Bischoff schloss aus Ergebnissen der Kraniometrie auf eine intellektuelle Unzulänglichkeit der Frau zur Ausübung eines akademischen Berufes.
Kraniometrische Methoden fanden Verwendung in Medizin, Anthropologie und Bildender Kunst.
Zur Vermessung der Kopfoberfläche setzte sich ab 1898 der von Rudolf Ulrich Krönlein entwickelte Kraniometer durch.
Eine große historische Schuld nahmen Anthropologen auf sich, als sie im Geiste des herrschenden Biologismus der Rassenlehre des Nationalsozialismus ein wissenschaftliches Fundament verschaffen wollten. Anhand von Schädelproportionen sollte die Bevölkerung in Rassen eingeteilt und damit staatlichen Programmen wie Lebensborn oder der Tötung „unwerten Lebens“ im Rahmen der Aktion T4 zugearbeitet werden. Trotz aller Anstrengungen gelang es der Kraniometrie nicht, angebliche Rassemerkmale wie große Nasen und Ohren bei jüdischen Menschen wissenschaftlich belastbar nachzuweisen. Eine gründliche Beschreibung dieses Kapitels der Wissenschaftsgeschichte findet sich bei Stephen Jay Gould (The Mismeasure of Man ‚Der falsch vermessene Mensch‘, 1981). 2011 berichtete ein Forscherteam um Jason E. Lewis, dass hingegen auch Gould bisherige Daten vorurteilsbelastet interpretiert habe.

## Messpunkte

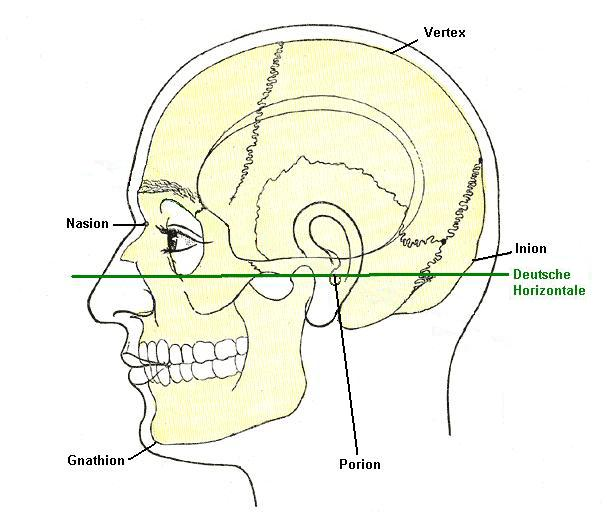
Messpunkte am Schädel

Die meisten der historischen Messpunkte sind auf den knöchernen Schädel bezogen. Glabella (der in der Mittellinie am weitesten vorspringende Punkt des Stirnbeines) ist der vordere Endpunkt, Opisthocranion der hintere Endpunkt des größten Längsdurchmessers des Schädels. Eurion ist beidseits der seitliche Endpunkt der größten Schädelbreite. Orbitale ist der tiefste Punkt der Augenhöhle. Nasion ist die Mitte der Naht zwischen Nasenbein und Stirnbein. Pogonion ist der in der Mittellinie vorderste Punkt des Unterkiefers, Gnathion der weiteste Vorsprung, Menton der tiefste Punkt. Gonion ist beidseits die Mitte des Übergangs zwischen Körper und aufsteigendem Ast des Unterkiefers. Bregma ist der Schnittpunkt von Pfeil- und Kranznaht. Lambda ist der Schnittpunkt aus Pfeil- und Lambdanaht. Zygion ist beidseits der äußerste Punkt des Jochbogens. Porion ist der Gehörgang, genauer: der höchste Punkt der knöchernen Gehörgangsöffnung. Mastoidale ist der tiefste Punkt des Mastoidvorsprunges. Basion ist die Mitte der vorderen Begrenzung des Foramen magnum in der Schädelbasis. Inion ist der äußerste Vorsprung des Hinterhauptbeines. Vertex ist der höchste Punkt des parallel zur Deutschen Horizontale ausgerichteten Schädels.
Weitere Punkte sind durch Weichteile des Kopfes definiert: Tragion liegt zwischen Tragus und Ohrmuschel. Otobasion inferius ist der tiefste, Otobasion superius der höchste Ansatzpunkt der Ohrmuschel. Endocanthion ist der innere, Exocanthion der äußere Augenwinkel. Trichion ist der vordere Haaransatz in der Mittellinie.
Seit dem Niedergang der Kraniometrie im 20. Jahrhundert sind die meisten Bezeichnungen nicht mehr gebräuchlich. Einige Punkte werden noch in der plastischen Chirurgie benutzt. Die Deutsche Horizontale dient noch als Einstellhilfe für Röntgenaufnahmen und Computertomographien des Kopfes.
Die Verwandtschaftsbeziehungen der Ethnien werden heute hingegen vor allem mit genetischen Methoden erforscht, zum Beispiel durch die Analyse von Polymorphismen.

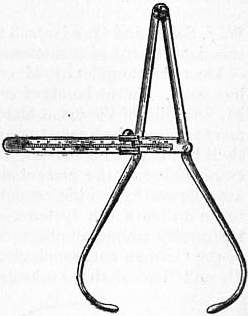
Mobiles Kraniometer, 1911

## Belege
1. ↑  Josiah Clark Nott, George Gliddon: Types of Mankind. 1854.
2. ↑  Stephen Jay Gould: Der falsch vermessene Mensch. Frankfurt 1988, ISBN 3-518-28183-6, S. 26 f.
3. ↑  Sigrid Oehler-Klein: Kranioskopie, auch Kraniologie. In: Werner E. Gerabek, Bernhard D. Haage, Gundolf Keil, Wolfgang Wegner (Hrsg.): Enzyklopädie Medizingeschichte. De Gruyter, Berlin / New York 2005, ISBN 3-11-015714-4, S. 789 f.
4. ↑  dtv Brockhaus Lexikon. Band 10. Deutscher Taschenbuch-Verlag, Wiesbaden/München 1982, ISBN 3-423-03310-X, S. 130 f.
5. ↑  Abschnitt Wissenschaftliche Sammlungen auf blumenbach-online.de.
6. ↑  Aurel von Török: Grundzüge einer systematischen Kraniometrie. Methodische Anleitung zur Analyse der Schädelform für die Zwecke der physischen Anthropologie, der vergleichenden Anatomie sowie für die Zwecke der medizinischen Disziplinen und der bildenden Künste. Stuttgart 1890.
7. ↑  Rudolf U. Krönlein: Ein einfacher Kraniometer. In: Zentralblatt für Chirurgie. Band 26, 1899, S. 1 ff.
8. ↑  Wolfgang Seeger, Carl Ludwig Geletneky: Chirurgie des Nervensystems. In: Franz Xaver Sailer, Friedrich Wilhelm Gierhake (Hrsg.): Chirurgie historisch gesehen. Anfang – Entwicklung – Differenzierung. Dustri-Verlag, Deisenhofen bei München 1973, ISBN 3-87185-021-7, S. 229–262, hier: S. 237.
9. ↑  Jason E. Lewis u. a.: The Mismeasure of Science: Stephen Jay Gould versus Samuel George Morton on Skulls and Bias. In: PLoS Biol. 9(6), 2011: e1001071, doi:10.1371/journal.pbio.1001071.
 David DeGusta, Jason E. Lewis: Taking the measure of Gould's skulls. In: New Scientist. Band 211, Nr. 2822, 2011. S. 24–25, online publiziert unter dem Titel Gould's skulls: Is bias inevitable in science?